# Britische Squashnationalmannschaft
Die britische Squashnationalmannschaft war die Gesamtheit der Kader des britischen Squashverbandes. In ihm fanden sich britische Sportler wieder, die ihr Land sowohl in Einzel- als auch in Teamwettbewerben national und international im Squashsport repräsentierten.

## Historie

### Herren
Großbritannien nahm seit der erstmaligen Austragung 1967 in Melbourne bei Weltmeisterschaften teil. Viermal in Folge schloss sie das Turnier auf dem zweiten Platz ab, ehe 1976 im heimischen Birmingham ohne Niederlage der Titel gewonnen wurde. Bei der Titelverteidigung 1977 in Toronto scheiterte die Mannschaft im Halbfinale und wurde am Ende Vierter. Bei seinem letzten Turnier 1979 wurde Großbritannien zum zweiten Mal Weltmeister, erneut ohne Niederlage.
Nach der Weltmeisterschaft 1979 bildeten England, Schottland, Wales und Nordirland jeweils eigene Mannschaften, mit denen sie zu den Wettbewerben antraten. Auch wurden eigene nationale Verbände gegründet, sodass letztlich die gesamt-britische Mannschaft aufgelöst wurde.

## Bilanz
| Herren |                  |                  |             |       |             |
| Jahr   | Austragungsort   | Runde            | Platzierung | Siege | Niederlagen |
| 1967   | Melbourne        | Gruppenphase     | 2.          | 3     | 2           |
| 1969   | Birmingham       | Gruppenphase     | 2.          | 4     | 1           |
| 1971   | Palmerston North | Gruppenphase     | 2.          | 4     | 2           |
| 1973   | Johannesburg     | Gruppenphase     | 2.          | 3     | 1           |
| 1976   | Birmingham       | Weltmeister      | 1.          | 6     | 0           |
| 1977   | Toronto          | Halbfinale       | 4.          | 4     | 3           |
| 1979   | Brisbane         | Weltmeister      | 1.          | 8     | 0           |
| Gesamt | 7 / 7 Teilnahmen | 7 / 7 Teilnahmen | 2 Titel     | 32    | 9           |